# Холлингс, Эрнест Фредерик
Эрнест Фредерик «Фриц» Холлингс (англ. Ernest Frederick "Fritz" Hollings; 1 января 1922, Чарлстон, Южная Каролина — 6 апреля 2019) — деятель Демократической партии США, губернатор штата Южная Каролина в 1959—1963, сенатор в 1966—2005, диксикрат. Почётный гражданин города Бишкек.

## Биография
Эрнест Фредерик Холлингс родился в Чарльстоне, учился в местных общественных школах, в 1942 году окончил Военный колледж Южной Каролины «Цитадель», в 1947 году — юридический факультет Университета Южной Каролины. В годы Второй мировой войны Холлингс служил в армии, в 1947 году открыл юридическую практику в Чарльстоне.
Его политическая карьера началась в 1948 году с избрания в законодательное собрание Южной Каролины, переизбирался в 1950 и 1952 годах, был спикером палаты представителей штата. В 1954 году Холлингс был избран вице-губернатором Южной Каролины, с 1959 по 1963 годы занимал пост губернатора.
8 ноября 1966 года Холлингс был избран в Сенат США в качестве кандидата от Демократической партии, переизбирался в 1968, 1974, 1980, 1986, 1992 и 1998 годах. Он был председателем сенатских комитетов по бюджету, по коммерческой деятельности, по науке и транспорту. На президентских выборах 1984 года Холлингс выдвигался кандидатом, но на праймериз Демократической партии проиграл Уолтеру Мондейлу.

## Защита прав пользователей Интернета
В 2000 году предложил законопроект о защите личных данных в сети. Суть законопроекта сводилась к трём положениям:
1. Компания обязана предоставить пользователю информацию о гарантиях нераспространения приватной информации.
2. Компания не имеет права требовать от пользователя сообщения личной информации о себе.
3. Компания обязана уведомить пользователя о своих намерениях использовать информацию о нём.

Законопроект был поддержан Глобальной компанией за свободу в Интернете.

## Деятельность против интеграции
Будучи губернатором Южной Каролины, вел борьбу против интеграции чернокожих в своем штате. Как писала «Нью-Йорк Таймс», он «предупредил сегодня, что Южная Каролина не позволит взрывоопасные манифестации в связи с требованиями негров сидеть в ресторанах рядом с белыми». Холлингс созвал пресс-конференцию, на которой он «возражал против утверждения президента Эйзенхауэра, что меньшинства имеют право на определенные демонстрации против сегрегации». Холлингс сказал репортерам, что президент «не соображает» и «этим нанес ущерб миру и хорошему порядку». («Warning by Hollings» «New York Times», 17 марта 1960). В 1962 году в знак протеста Холлингс приказал поднять над губернаторским домом флаг конфедератов. 23 июля 1961 года Холлингс был одним из присутствовавших четырёх губернаторов и ведущим участником конференции сторонников сегрегации в Атланте, на которой старались организовать блок для голосования в Сенате против интеграции.

## Прочая деятельность
Выступал против иммиграции из стран Латинской Америки и войны в Ираке.